# Kishiryu Sentai Ryusoulger
Kishiryu Sentai Ryusoulger (騎士竜戦隊リュウソウジャー (Kị sỹ long Chiến đội Ryusoulger) Kishiryū Sentai Ryūsoujā) dịch là Chiến đội Kị sỹ long Ryusoulger, là Super Sentai series thứ 43 phát sóng vào ngày 17 tháng 3 năm 2019, sau khi Lupinranger VS Patranger kết thúc. Bộ phim được chiếu song song với Kamen Rider Zi-O và Kamen Rider Zero-One trong Super Hero Time, đây là series thứ 4 nói về loài khủng long (sau Zyuranger, Abaranger và Kyoryuger) và là series Sentai thứ năm không có chiến binh màu vàng. Bộ phim phát sóng vào lúc 9:30 sáng (giờ Nhật Bản) vào mỗi Chủ Nhật trên kênh TV Asahi.
Bản Mỹ hoá mang tên Power Rangers Dino Fury dựa trên Ryusoulger sẽ được Hasbro làm lại và là series thứ 28, sau Power Rangers: Beast Morphers, Daewon Media (Hàn Quốc) lồng tiếng Hàn cho phim này với tên gọi 'Power Rangers Dino Soul.

## Cốt truyện
65 triệu năm về trước, tộc Druidon, bộ tộc sở hữu sức mạnh cực lớn, thống trị Trái Đất. Khi một tảng thiên thạch khổng lồ tiến tới Trái Đất, tộc này đã rời bỏ Trái Đất và trốn ra ngoài không gian. Hẹn một ngày nào đó sẽ trở lại thống trị Trái Đất.
Ryusoul, bộ tộc đã chiến đấu với tộc Druidon xấu xa, cùng những đồng đội khủng long (kị sỹ long) đã chọn ở lại Trái Đất. Khi thảm họa thiên thạch ập tới, tộc Ryusou đã phải trải qua một thời kỳ băng hà. Sau đó họ đi tới quyết định đưa sức mạnh của các đồng đội Kị sỹ long vào các khí cụ gọi là Ryusoul, rồi cùng các Kị sỹ Long phong ấn bản thân vào các thần điện rải rác thế giới.
Thời gian trôi qua, sau bao năm tháng hà khắc trong môi trường vũ trụ, tộc Druidon đã gia tăng sức mạnh chiến đấu tới cực hạn, quyết định trở về Trái Đất. Các chiến binh Ryusoulger được tộc Ryusou lựa chọn phong ấn năm xưa, linh cảm được nguy hiểm đã tự giải ấn và thức tỉnh.
"Năm thanh kiếm phụng sự chính nghĩa". Các kị sỹ nắm giữ sức mạnh khủng long quyết tâm đồng lòng diệt trừ thế lực xấu xa, đe dọa an nguy Trái Đất.

## Nhân vật
Koh (コウ Kō) - Ryusoul Red (リュウソウレッド Ryūsō Reddo)
- Danh hiệu:Kị sĩ Dũng mãnh (勇猛の騎士 Yūmō no Kishi?)

Là thanh niên của tộc Ryusoul. Rất tài tình trong chiến đấu, tính tình gan dạ và sáng trí. Cậu không hề sợ hãi trước một loài khủng long nào. Khi theo bảo vệ thần điện trong làng nơi cậu sinh sống, cậu đã học trở thành Ryusoulger dưới sự chỉ dẫn của Master Red. Rồi khi Druidon tấn công ngôi làng, Koh buộc phải xa nhà cùng với bạn của mình là Melto và Asuna.
Melto (メルト Meruto) - Ryusoul Blue (リュウソウブルー Ryūsō Burū)
- Danh hiệu: Kị sĩ Duệ trí (叡智の騎士 Eichi no Kishi?)

Là chàng trai có khát khao tri thức mãnh liệt. Nhưng đối với việc tôi luyện thành Ryusoulger lại không dưới bậc của Koh và Asuna, Melto có khả năng ghi nhớ hình ảnh cực tốt, không thua kém bất cứ ai.
Asuna (アスナ) - Ryusoul Pink (リュウソウピンク Ryūsō Pinku)
- Danh hiệu: Kị sĩ Cương kiện (剛健の騎士 Gōken no Kishi?)

Thành viên tộc Ryusoul, và thuộc lớp quý tộc. Cô có trực giác siêu đẳng, nhưng đôi khi trực giác này lại gây rắc rối không cần thiết. Tuy là thành viên nữ duy nhất nhưng có sức khỏe vô hạn. Điều này khiến cô vô cùng ái ngại.
Towa (トワ) - Ryusoul Green (リュウソウグリーン Ryūsō Gurīn)
- Danh hiệu: Kị sĩ Tật phong (疾風の騎士 Shippū no Kishi?)

Thanh niên không thừa nhận mình dưới bậc tài năng với Koh. Sở hữu tốc độ không tưởng, nhưng lại là người theo chủ nghĩa hoà bình, không bao giờ chịu phát huy toàn bộ sức mạnh. Luôn đi đôi với anh trai Bamba của mình như hình với bóng, cứ có anh trai bên cạnh là lại sinh ra tự mãn.
Bamba (バンバ Banba) - Ryusoul Black (リュウソウブラック Ryūsō Burakku)
- Danh hiệu: Kị sĩ Uy phong (威風の騎士 Ifū no Kishi?)

Là thanh niên có kỹ năng chiến đấu đạt tới trình độ Master Mực độ. Cậu có sự quan tâm chân thành tới việc bảo vệ Trái Đất. Cậu xem việc đánh với tụi Minosaur là cách chứng minh sức mạnh của bản thân. Không mấy thân thiện với mọi người, trừ cậu em Towa, nhưng không bao giờ lộ cảm giác đó cho ai thấy.
Canalo (カナロ Kanaro) - Ryusoul Gold (リュウソウゴールド Ryūsoru Gōrudo)
- Danh hiệu: Kị sĩ Vinh quang (栄光の騎士 Eikō no Kishi?)

Chiến binh thứ sáu của Ryusoulger, là người của bộ tộc dưới nước. Canalo là anh trai của Oto, ước mơ gắn kết các bộ tộc Ryusoul với nhau. Anh lên đất liền với lí do tìm vợ cho mình.

## Tập phim
1. Que Bomǃ Ryusoulger (ケボーン！竜装者 Kebōn! Ryūsorujā?)
2. Linh hồn hòa làm một (ソウルをひとつに Sōru o Hitotsu ni?)
3. Lời nguyền của ánh mắt (呪いの視線 Noroi no Shisen?)
4. Long và Hổǃǃ Trận chiến nhanh nhất (竜虎！！最速バトル Ryūko!! Saisoku Batoru?)
5. Địa Ngục Phiên Khuyển (地獄の番犬 Jigoku no Banken?)
6. Phản côngǃǃ Tankjo (逆襲!!　タンクジョウ Gyakushū!! Tankujō?)
7. Vương nữ xứ Cepeus (ケペウス星の王女 Kepeusu-boshi no ōjo?)
8. Tiếng hát kỳ tích (奇跡の歌声 Kiseki no Utagoe?)
9. Rương kho báu kỳ lạ (怪しい宝箱 Ayashii Takarabako?)
10. Kẻ phản đòn vô địch (無敵のカウンター Muteki no Kauntā?)
11. Vua câu đố bùng nổ (炎のクイズ王 Honō no Kuizu ō?)
12. Ảo ảnh cơn nóng (灼熱の幻影 Shakunetsu no Gen'ei?)
13. Thủ tướng là người của tộc Ryusoul? (総理大臣はリュウソウ族!? Sōri Daijin wa Ryuusou-Zoku!??)
14. Hoàng kim Kị sĩ (黄金の騎士 Ōgon no Kishi?)
15. Vua của biển sâu (深海の王 Shinkai no ō?)
16. Hi vọng chìm trong biển (海に沈んだ希望 Umi ni Shizunda Kibō?)
17. Mãnh giả bị giam cầm (囚われの猛者 Toraware no Mosa?)
18. Cái kẹp to lớnǃ Không thể biến thânǃ (大ピンチ！変身不能！ Dai Pinchi! Henshin Funō!?)
19. Sự tấn công của Tyramigo (進撃のティラミーゴ Shingeki no Tiramigo?)
20. Nghệ sĩ quan trọng (至高の芸術家 Shikō no Geijutsuka?)
21. Kị Sĩ Long Ánh Sáng và Bóng Tối (光と闇の騎士竜 Hikari to Yami no Kishiryū?)
22. Sinh mệnh của người chết!? (死者の生命！？ Shisha no Seimei!??)
23. Ryusoul của ma quỷ (幻のリュウソウル Maboroshi no Ryūsōru?)
24. Võ đường Karate tình yêu (恋の空手道場 Koi no Karate Dōjō?)
25. Kureon nhảy múa (踊るクレオン Odoru Kureon?)
26. Kị sĩ thứ bảy (七人目の騎士 Nana-nin-me no kishi)?)
27. Thiên hạ vô song quyền (天下無双の拳 Tenka musō no kobushi?)
28. Tấn công và Phòng thủ siêu nhỏ (ミクロの攻防 Mikuro no Kōbō?)
29. Việc kết hôn của Canalo (カナロの結婚 Kanaro no Kekkon?)
30. Lật đổ! Kỹ thuật cao (打倒！高スペック Datō! Kō supekku?)
31. Giai điệu từ bầu trời (空からのメロディ Sora kara no merodi?)
32. Khi cơn mưa của hận thù chấm dứt (憎悪の雨が止む時 Zōaku no ame ga yamu toki?)
33. Thích khách mới (新たなる刺客 Aratanaru shikaku?)
34. Khủng long vũ trụ xuất hiện! (宇宙凶竜現る！ Uchū Kyōryū arawaru!?)
35. Trận chiến lớn nhất trên Trái Đất (地球最大の決戦 Chikyū saidai no kessen?)
36. Vệ sĩ siêu tốc (超速のボディガード Chōsoku no bodigādo?)
37. Khai sinh! Thẻ đội cực khủng (誕生！最恐タッグ Tanjō! Saikyō taggu?)
38. Thiên không Thần điện (天空の神殿 Tenkū no Shinden?)
39. Đêm thánh bị đánh cắp (奪われた聖夜 Ubawareta seiya?)
40. Cơn ác mộng trong sương mù (霧の中の悪夢 Kiri no Naka no Akumu?)
41. Thánh kiếm thất lạc (消えた聖剣 Kieta Seiken?)
42. Sân khấu quyết chiến (決戦のステージ Kessen no Sutēji?)
43. Mẹ của Druidon (ドルイドンの母 Doruidon no Haha?)
44. Thử thách mối liên kết (試されたキズナ Tamesa Reta Kizuna?)
45. Lấy lại trái tim của bạn (心臓を取り戻せ！ hinzō o Torimodose!?)
46. Những Kỵ sĩ long Cao quý (気高き騎士竜たち Kedakaki Kishiryū-tachi?)
47. Giữa hạnh phúc và tuyệt vọng (幸福と絶望の間で Kōfuku to Zetsubō no hazama de?)
48. Ý chí của Trái Đất (地球の意志 Chikyū no Ishi?)

## Phim
- KISHIRYU SENTAI RYUSOULGER THE MOVIE: TIME SLIP! DINOSAUR PANIC!!
- Kishiryu Sentai Ryusoulger VS. Lupinranger vs Patranger

## Phân vai
- Koh (コウ Kō?): Ichinose Hayate (一ノ瀬 颯?)[7][8]
- Melto (メルト Meruto?): Tsuna Keito (綱 啓永?)[7][8]
- Asuna (アスナ?): Osaki Ichika (尾碕 真花?)[7][8]
- Towa (トワ?): Obara Yuito (小原 唯和?)[7][8]
- Bamba (バンバ Banba?): Kishida Tatsuya (岸田 タツヤ?)[7][8]
- Canalo (カナロ Kanaro?): Hyōdō Katsumi (兵頭 功海?)[9]
- Tatsui Ui (龍井 うい?): Kinjō Mana (金城 茉奈?)[7][8]
- Oto (オト?): Tamaki Sora (田牧 そら?)[10]
- Nada (ナダ?): Osada Seiya (長田 成哉?)
- Tatsui Naohisa (龍井 尚久?), Seto (セトー Setō?): Fukikoshi Mitsuru (吹越 満?)[7][8]
- Tyramigo (ティラミーゴ Tiramīgo?, Voice): Terasoma Masaki (てらそま まさき?)[7][8]
- DimeVolcano (ディメボルケーノ Dimeborukēno?, Voice): Takagi Wataru (高木 渉?)[11]
- MosaRex (モサレックス Mosarekkusu?, Voice): Takeuchi Ryōta (竹内 良太?)[10]
- Chibigaroo (チビガルー Chibigarū?, Voice): M·A·O
- Pii-tan (ピーたん Pītan?, Voice): Kusao Takeshi (草尾 毅?)
- Kleon (クレオン Kureon?, Voice): Shiraishi Ryōko (白石 涼子?)[7]
- Tankjoh (タンクジョウ Tankujō?, Voice): Nakata Jōji (中田 譲治?)[7]
- Wizeru (ワイズルー Waizurū?, Voice): Midorikawa Hikaru (緑川 光?)[12]
- Gachireus (ガチレウス Gachireusu?, Voice): Inada Tetsu (稲田 徹?)
- Gaisoulg (ガイソーグ Gaisōgu?, Voice), Ryusoulger Equipment Voice: Seki Tomokazu (関 智一?)[13]
- Ryusoul Gold Equipment Voice: Hattori Jun (服部 潤?)[14]

## Khách mời
- Master Red (マスターレッド Masutā Reddo?, 1, 5, 6, 26, 35): Kikawada Masaya (黄川田 将也?)
- Master Blue (マスターブルー Masutā Burū?, 1, 9): Shibue Jōji (渋江 譲二?)
- Master Pink (マスターピンク Masutā Pinku?, 1, 21, 22): Sawai Miyū (沢井 美優?)
- Master Black (マスターブラック Masutā Burakku?): Nagai Masaru (永井 大?)
- Cardena (カルデナ Karudena?, 7, 8): Tanaka Reina (田中 れいな?)[12]
- Fita (フィータ Fīta?, 7, 8): Kobayashi Rei (小林 れい?)[12]
- Shimomura Ippei (下村 一平? 7, 8): Mizuno Tadashi (水野 直?)
- Nhân viên văn phòng (9): Mizuno Tomonori (水野 智則?)
- Y tá (11): Hirajima Natsumi (平嶋 夏海?)
- Karino Mioko (狩野 澪子? 13): Nakagoshi Noriko (中越 典子?)
- Iimura Misako (飯村 美佐子? 19): Taki Yukari (滝 裕可里?)
- Anikin (アニキン? 25): Hyokkorihan (ひょっこりはん?)
- Yui (優衣? 29): Yamamoto Hikaru (山本 ひかる?)
- Saionji Tomomi (西園寺 智美? 30): Nagasawa Nao (長澤 奈央?)

## Nhạc phim
Nhạc mở đầu
- "Kishiryu Sentai Ryusoulger" (騎士竜戦隊リュウソウジャー Kishiryū Sentai Ryūsōjā?)[15]
  - Lời bài hát: Maiku Sugiyama (マイク スギヤマ?)
  - Sáng tác: Sonoda Kentarō (園田 健太郎?)
  - Soạn nhạc: Kōda Masato (甲田 雅人?)
  - Nghệ sỹ: Hatano Tomohiro (幡野 智宏?)

Nhạc kết thúc
- "Que Bom! Ryusoulger" (ケボーン！リュウソウジャー Kebōn! Ryūsōjā?)[15]
  - Lời bài hát: KOCHO
  - Sáng tác: Okui Kōsuke (奥井 康介?)
  - Soạn nhạc: Nakatsuka Takeshi (中塚 武?)
  - Nghệ sỹ: Sister Mayo